# Zsuzsanna Németh
Pour les articles homonymes, voir Németh.
Zsuszanna Németh (en hongrois : Németh Lászlóné [ˈneːmɛt ˈlaːsloːneː] « épouse László Németh »), née Zsuzsanna Serényi (en hongrois : Serényi Zsuzsanna [ˈʃɛɾeːɲi ˈʒuʒɒnnɒ]) le 16 juillet 1953 à Budapest, est une femme politique et femme d'affaires hongroise.

## Biographie
Après avoir travaillé, de 1971 à 1990, pour la compagnie d'import-export, elle rejoint la banque Leumi, qu'elle quitte en 1995, pour intégrer la banque OTP. En 1998, elle devient conseillère de la banque hongroise de développement, dont elle rejoint le comité directeur en 2010, démissionnant alors d'OTP.
Le 23 décembre 2011, elle est nommée ministre du Développement national dans le deuxième gouvernement de Viktor Orbán. Elle n'est pas reconduite à lors du remaniement du 6 juin 2014.